# 岩井站
岩井站（日语：／ Iwai eki */?）是位於千葉縣南房總市市部146番2號，東日本旅客鐵道（JR東日本）的內房線車站。

## 歷史
- 1918年（大正7年）8月10日：車站啟用[1]。
- 1987年（昭和62年）4月1日：伴隨國鐵分割民營化，車站由東日本旅客鐵道（JR東日本）營運[1]。
- 1996年（平成8年）10月23日：翻新車站大樓工程開始[2]。
- 1997年（平成9年）3月22日：以「富山（とみさん）（日语：富山 (千葉県)）作為外觀主題的新車站大樓落成[3]。
- 2009年（平成21年）3月14日：此站可以使用IC卡「Suica」[4]。成為東京近郊區間區域內[4]。
- 2013年（平成25年）6月28日：當日起Kiosk結業[5]。
- 2017年（平成29年）12月13日：當日起綠色窗口結業[6]。

## 車站構造
此站是地面車站，設有1面2線的島式月台。月台沒有提高高度。車站大樓位於車站西邊。月台與大樓之間設有跨線橋連接。此站是由館山站管理的業務委託車站，委托了JR東日本車站服務負責車站業務。此站設有1台自動售票機、乘車站證明書發行機和簡易Suica閘機。從前此站設有綠色窗口，現時已經結業。此站是廁所是濕廁。車站大樓內設有觀光詢問處（南房總市富山步行中心）。

### 月台
| 月台 | 路線    | 上下行 | 方向                     |
| ---- | ------- | ------ | ------------------------ |
| 1    | ■內房線 | 上行   | 木更津、千葉、東京方向   |
| 2    | ■內房線 | 下行   | 館山、千倉、安房鴨川方向 |

參考
- 在信號設備上，1、2號月台可從兩方向進站和向兩方向出發。
- 因為上述原因，普通列車通常會進入反方向月台，以待避特急之用。
- 不論甚麼理由，當內房線部分區間暫停服務時，會設有列車於此站折返。
- 月台可容納11卡車廂。

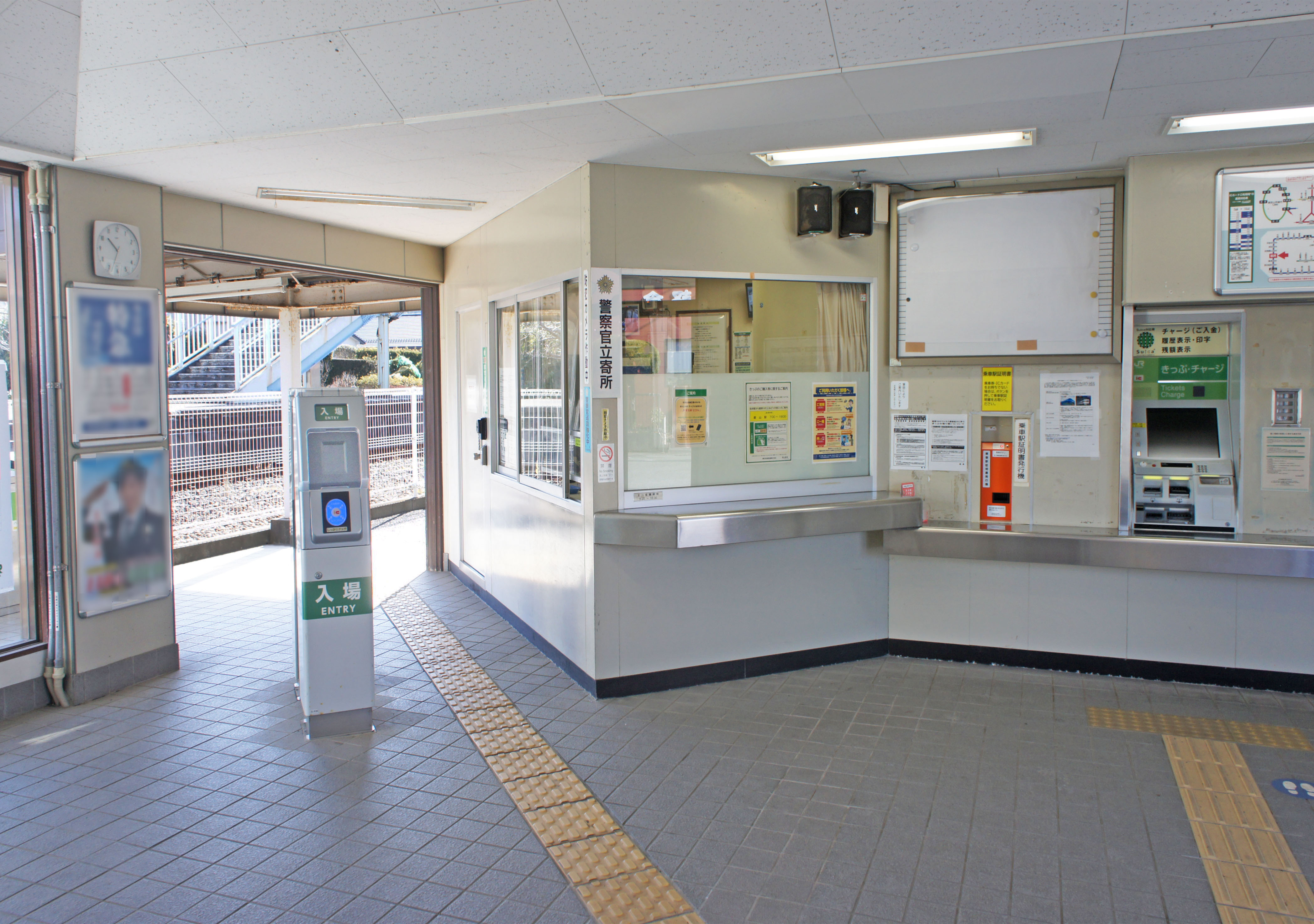
閘口櫃臺附近（2022年2月）
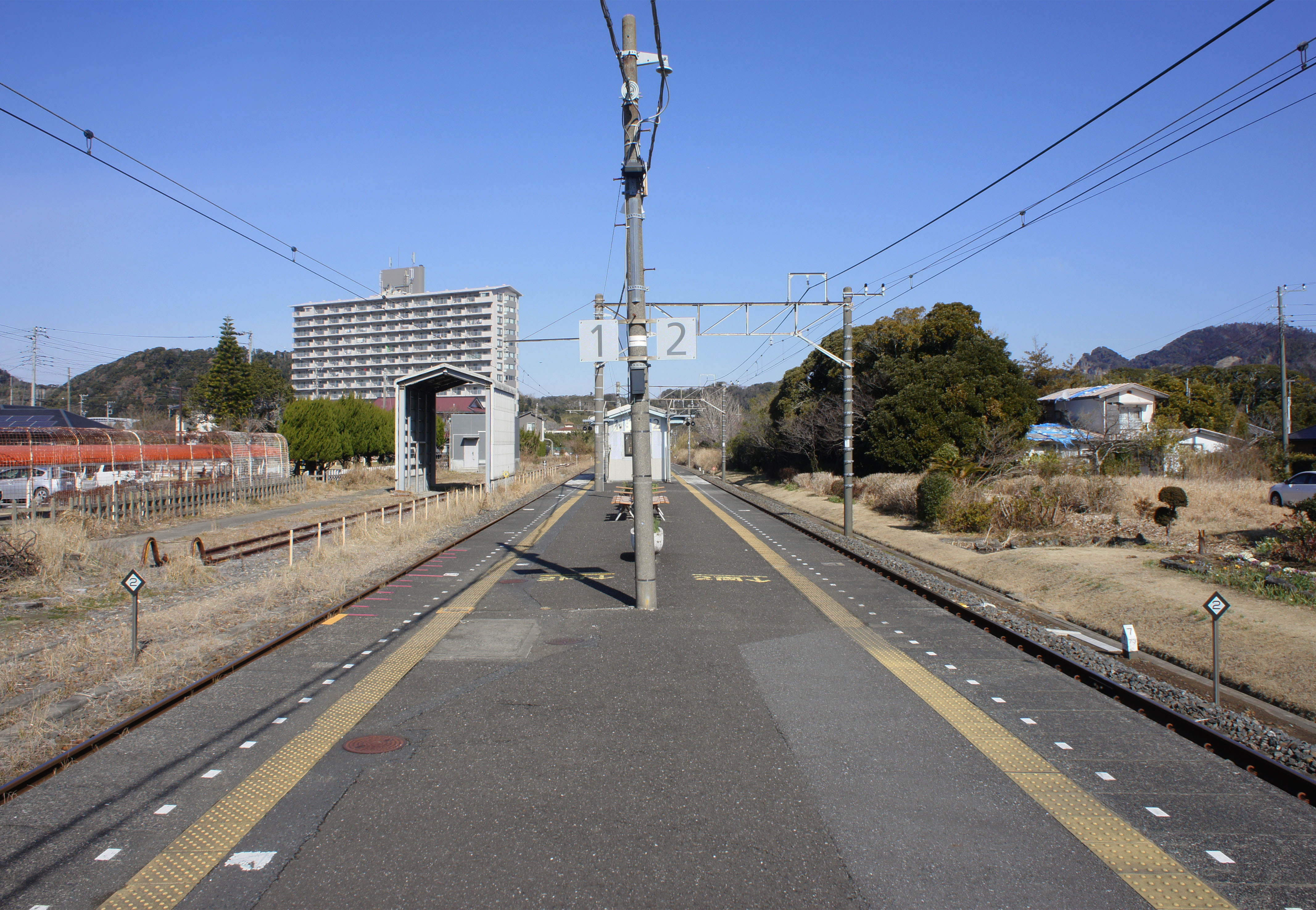
月台（2022年2月）
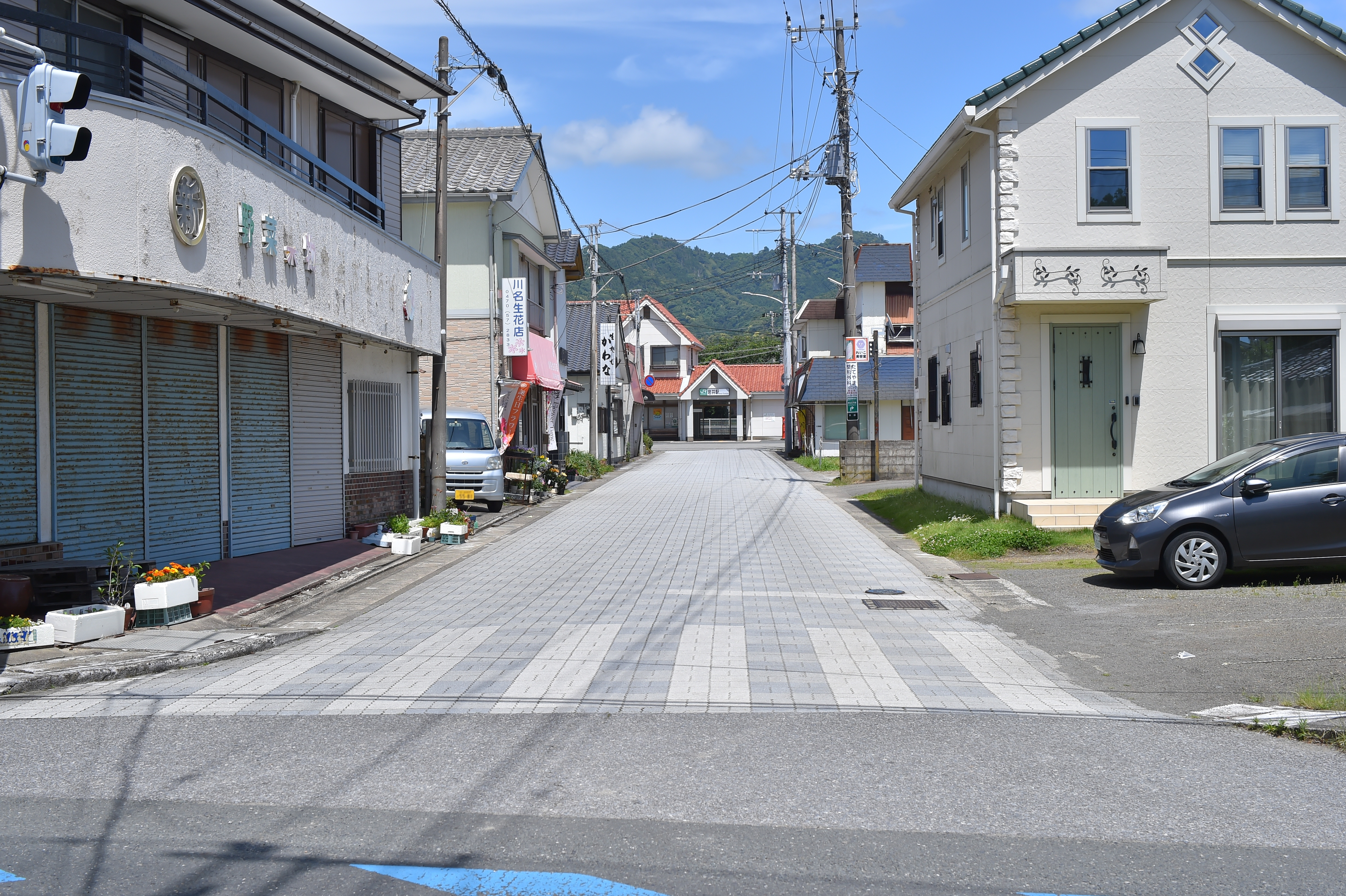
岩井站前（2023年6月）

## 使用狀況
在2019年（令和元年）度1日平均乘車人次為244人，以下為乘車人次變化列表：
| 乘車人次變化       | 乘車人次變化     | 乘車人次變化 |
| 年度               | 1日平均 乘車人次 | 參考資料     |
| ------------------ | ---------------- | ------------ |
| 1990年（平成02年） | 948              | [ * 1 ]      |
| 1991年（平成03年） | 937              | [ * 2 ]      |
| 1992年（平成04年） | 927              | [ * 3 ]      |
| 1993年（平成05年） | 885              | [ * 4 ]      |
| 1994年（平成06年） | 863              | [ * 5 ]      |
| 1995年（平成07年） | 794              | [ * 6 ]      |
| 1996年（平成08年） | 774              | [ * 7 ]      |
| 1997年（平成09年） | 720              | [ * 8 ]      |
| 1998年（平成10年） | 711              | [ * 9 ]      |
| 1999年（平成11年） | 663              | [ * 10 ]     |
| 2000年（平成12年） | 633              | [ * 11 ]     |
| 2001年（平成13年） | 601              | [ * 12 ]     |
| 2002年（平成14年） | 554              | [ * 13 ]     |
| 2003年（平成15年） | 526              | [ * 14 ]     |
| 2004年（平成16年） | 493              | [ * 15 ]     |
| 2005年（平成17年） | 465              | [ * 16 ]     |
| 2006年（平成18年） | 436              | [ * 17 ]     |
| 2007年（平成19年） | 430              | [ * 18 ]     |
| 2008年（平成20年） | 411              | [ * 19 ]     |
| 2009年（平成21年） | 386              | [ * 20 ]     |
| 2010年（平成22年） | 360              | [ * 21 ]     |
| 2011年（平成23年） | 313              | [ * 22 ]     |
| 2012年（平成24年） | 315              | [ * 23 ]     |
| 2013年（平成25年） | 299              | [ * 24 ]     |
| 2014年（平成26年） | 297              | [ * 25 ]     |
| 2015年（平成27年） | 292              | [ * 26 ]     |
| 2016年（平成28年） | 285              | [ * 27 ]     |
| 2017年（平成29年） | 282              | [ * 28 ]     |
| 2018年（平成30年） | 263              | [ * 29 ]     |
| 2019年（令和元年） | 244              |              |

## 車站周邊

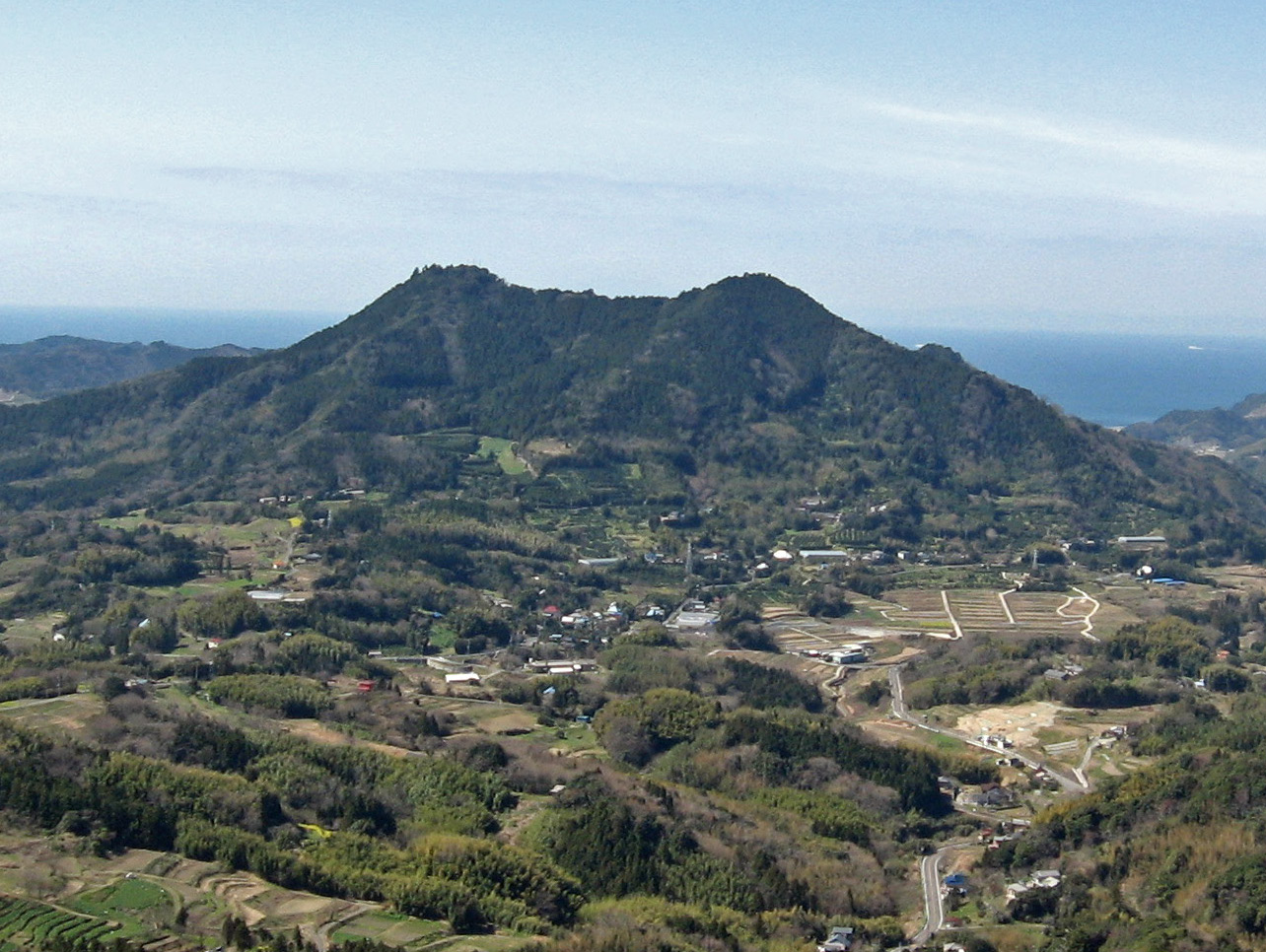
富山 (千葉縣)

在南房總市合併前，此站位於前富山町的中心。附近設有海灘，面向東京灣的南房總岩井溫泉（酒店、旅館和民宿）。車站鄰近富山水仙遊步道和富山登山口（福滿寺）等遠足徑。
- 國道127號（日语：国道127号）
- 千葉縣道89號鴨川富山線
- 千葉縣道184號外野勝山線（日语：千葉県道184号外野勝山線）
- 千葉縣道239號岩井停車場線（日语：千葉県道239号岩井停車場線）
- 千葉縣道258號富山丸山線（日语：千葉県道258号富山丸山線）
- 南房總市政廳 富山分所（舊 富山町公所）
- 南房總市內房商工會 富山支所（舊 富山町商工會）
- 南房總市立富山中學
- 南房總市立富山小學
- 岩井郵局
- 岩井海灘
- 富山（日语：富山 (千葉県)） - 南總里見八犬傳的舞台。該處設有遠足徑。
- 小戶（日语：おどや）岩井店

## 巴士路線
| 乘車處 | 系統         | 主要途經   | 目的地   | 巴士公司           |
| ------ | ------------ | ---------- | -------- | ------------------ |
| 岩井站 | 富山線 Tommy | 小浦、小濱 | 南無谷   | 南房總市營路線巴士 |
| 岩井站 | 富山線 Tommy | 合戶       | 國保醫院 | 南房總市營路線巴士 |
| 岩井站 | 富山線 Tommy | 二部       | 國保醫院 | 南房總市營路線巴士 |

## 相鄰車站
東日本旅客鐵道（JR東日本）
■內房線
安房勝山－岩井－富浦

## 注腳

### 使用狀況
1. ↑  千葉縣統計年鑑 （页面存档备份，存于）（日語） - 千葉縣
2. ↑  南房総市統計書「データで見る南房総」 （页面存档备份，存于）（日語） - 南房總市

JR東日本2000年度以後的乘車人次
1. ↑  各駅の乗車人員（2000年度） （页面存档备份，存于）（日語） - JR東日本
2. ↑  各駅の乗車人員（2001年度） （页面存档备份，存于）（日語） - JR東日本
3. ↑  各駅の乗車人員（2002年度） （页面存档备份，存于）（日語） - JR東日本
4. ↑  各駅の乗車人員（2003年度） （页面存档备份，存于）（日語） - JR東日本
5. ↑  各駅の乗車人員（2004年度） （页面存档备份，存于）（日語） - JR東日本
6. ↑  各駅の乗車人員（2005年度） （页面存档备份，存于）（日語） - JR東日本
7. ↑  各駅の乗車人員（2006年度） （页面存档备份，存于）（日語） - JR東日本
8. ↑  各駅の乗車人員（2007年度） （页面存档备份，存于）（日語） - JR東日本
9. ↑  各駅の乗車人員（2008年度） （页面存档备份，存于）（日語） - JR東日本
10. ↑  各駅の乗車人員（2009年度） （页面存档备份，存于）（日語） - JR東日本
11. ↑  各駅の乗車人員（2010年度） （页面存档备份，存于）（日語） - JR東日本
12. ↑  各駅の乗車人員（2011年度） （页面存档备份，存于）（日語） - JR東日本
13. ↑  各駅の乗車人員（2012年度） （页面存档备份，存于）（日語） - JR東日本
14. ↑  各駅の乗車人員（2013年度） （页面存档备份，存于）（日語） - JR東日本
15. ↑  各駅の乗車人員（2014年度） （页面存档备份，存于）（日語） - JR東日本
16. ↑  各駅の乗車人員（2015年度） （页面存档备份，存于）（日語） - JR東日本
17. ↑  各駅の乗車人員（2016年度） （页面存档备份，存于）（日語） - JR東日本
18. ↑  各駅の乗車人員（2017年度） （页面存档备份，存于）（日語） - JR東日本
19. ↑  各駅の乗車人員（2018年度） （页面存档备份，存于）（日語） - JR東日本
20. ↑  各駅の乗車人員（2019年度） （页面存档备份，存于）（日語） - JR東日本

千葉縣統計年鑑
1. ↑  千葉縣統計年鑑（平成3年） （页面存档备份，存于）（日語）
2. ↑  千葉縣統計年鑑（平成4年） （页面存档备份，存于）（日語）
3. ↑  千葉縣統計年鑑（平成5年） （页面存档备份，存于）（日語）
4. ↑  千葉縣統計年鑑（平成6年） （页面存档备份，存于）（日語）
5. ↑  千葉縣統計年鑑（平成7年） （页面存档备份，存于）（日語）
6. ↑  千葉縣統計年鑑（平成8年） （页面存档备份，存于）（日語）
7. ↑  千葉縣統計年鑑（平成9年） （页面存档备份，存于）（日語）
8. ↑  千葉縣統計年鑑（平成10年） （页面存档备份，存于）（日語）
9. ↑  千葉縣統計年鑑（平成11年） （页面存档备份，存于）（日語）
10. ↑  千葉縣統計年鑑（平成12年） （页面存档备份，存于）（日語）
11. ↑  千葉縣統計年鑑（平成13年） （页面存档备份，存于）（日語）
12. ↑  千葉縣統計年鑑（平成14年） （页面存档备份，存于）（日語）
13. ↑  千葉縣統計年鑑（平成15年） （页面存档备份，存于）（日語）
14. ↑  千葉縣統計年鑑（平成16年） （页面存档备份，存于）（日語）
15. ↑  千葉縣統計年鑑（平成17年） （页面存档备份，存于）（日語）
16. ↑  千葉縣統計年鑑（平成18年） （页面存档备份，存于）（日語）
17. ↑  千葉縣統計年鑑（平成19年） （页面存档备份，存于）（日語）
18. ↑  千葉縣統計年鑑（平成20年） （页面存档备份，存于）（日語）
19. ↑  千葉縣統計年鑑（平成21年） （页面存档备份，存于）（日語）
20. ↑  千葉縣統計年鑑（平成22年） （页面存档备份，存于）（日語）
21. ↑  千葉縣統計年鑑（平成23年） （页面存档备份，存于）（日語）
22. ↑  千葉縣統計年鑑（平成24年） （页面存档备份，存于）（日語）
23. ↑  千葉縣統計年鑑（平成25年） （页面存档备份，存于）（日語）
24. ↑  千葉縣統計年鑑（平成26年） （页面存档备份，存于）（日語）
25. ↑  千葉縣統計年鑑（平成27年） （页面存档备份，存于）（日語）
26. ↑  千葉縣統計年鑑（平成28年） （页面存档备份，存于）（日語）
27. ↑  千葉縣統計年鑑（平成29年） （页面存档备份，存于）（日語）
28. ↑  千葉縣統計年鑑（平成30年） （页面存档备份，存于）（日語）
29. ↑  千葉縣統計年鑑（令和元年） （页面存档备份，存于）（日語）

## 外部連結
- 車站資訊（岩井）：東日本旅客鐵道（日語）